# 労働連合
労働連合（ろうどうれんごう、ポーランド語: Unia Pracy、略称: UP）は、1992年6月に結成されたポーランドにおける左派政党である。

## 歴史
ポーランド民主化運動を率いてきた独立自主管理労働組合「連帯」の中で、左派的な連帯労働協定（Porozumienie Solidarności Pracy）と民主社会運動（Ruch Demokratyczno-Społecznego）、そしてポーランド統一労働者党から分裂したポーランド社会民主主義連合（Polska Unia Socjaldemokratyczna）を主体として、1992年6月7日に結成された。政治的立場としては、西ヨーロッパ型の社会民主主義路線を採り、経済における国家の責任と社会的公正を重視する姿勢を示している。
1993年の議会選挙ではセイム（下院）で41議席（得票率7.28％）を獲得、民主左翼連合（SLD）とポーランド農民党（PSL）による連立政権には閣外協力の姿勢を示した。しかし、次の1997年の選挙では、得票率が4.74%に留まって全議席を失う結果となり、これ以降の選挙では、他政党との連携を重視する立場に変更した。1998年の地方選挙ではPSLとの選挙連合「社会同盟」（Przymierze Społeczne）に参加、しかし、その後はSLDを含む左派政党との連合を模索するようになり、1999年4月30日にSLDや全国年金者党（KPEiR）を含めた左派政党が「ポーランド左派宣言」に署名し、左派勢力全体での提携を模索した。その結果、2001年の議会選挙では、左派宣言に参加した政党を軸とした選挙連合「民主左翼連合＝労働連合」（SLD-UP）を組織し、216議席（得票率41.04%）を獲得して第一党になった。当初、SLD-UPとPSLによる連立政権が組まれたが、PSLが社会・経済問題などをめぐって対立し、2003年3月に連立を離脱したため、ポーランド自衛（Samoobrona）の非公式な閣外協力で政権を維持した。
2005年の議会選挙では、SLDの統一リストに「緑の党」（Zielona）と共に参加、そして2007年選挙ではSLDやポーランド社会民主主義（SDPL）、民主党（PD）などと選挙連合「左翼と民主主義」（LiD）に参加して議席を得たが、LiDが解体されたことに伴い、現在はSLDと一緒に議会会派「民主左翼連合」（SLD）に参加して活動している。